# 스타와 함께
《스타와 함께》는 대한민국의 MBC에 방송됐던 예능 텔레비전 프로그램이다.

## 방송 일정
- 1980년 12월 15일 ~ 1981년 5월 11일 : 매주 월요일 밤 10시 5분 ~ 10시 55분
- 1981년 6월 2일 ~ 1981년 9월 29일 : 매주 화요일 저녁 7시 30분 ~ 8시 10분

## 에피소드 목록
- 1980년 12월 15일 : 조용필
- 1981년 1월 5일 : 혜은이
- 1월 12일 : 송창식
- 1월 19일 : 토끼소녀
- 1월 26일 : 고영수
- 2월 2일 : 이미자
- 2월 16일 : 현미
- 2월 23일 : 김세환
- 3월 9일 : 김희갑
- 3월 23일 : 이은하
- 3월 30일 : 윤형주
- 4월 19일 : 김세레나
- 4월 27일 : 장옥조
- 5월 4일 : 들고양이
- 5월 11일 : 박경희
- 6월 2일 : 이영하
- 6월 9일 : 윤수일
- 6월 16일 : 김경란
- 6월 30일 : 김세레나
- 7월 7일 : 토끼소녀
- 7월 14일 : 문주란
- 7월 28일 : 김정구
- 8월 4일 : 혜은이
- 8월 11일 : 현숙
- 8월 18일 : 불명
- 8월 25일 : 이은하
- 9월 1일 : 인순이
- 9월 8일 : 김훈
- 9월 15일 : 희자매
- 9월 22일 : 이택림
- 9월 29일 : 김만수

## 같이 보기
- 밤의 스타쇼 (TBC→KBS)